# 남태평양어업회의기구
남태평양어업회의기구(FFA: South Pacific Forum Fisheries Agency)는 태평양수역의 참치자원의 지속이용과 회원국의 어업관리정책을 지원하기 위하여 1979년 7월 '남태평양어업회의기구협약'에 따라 설립된 기구이다. 현재 오스트레일리아, 쿡 제도, 미크로네시아, 피지, 키리바시, 마셜 제도, 나우루, 뉴질랜드, 니우에, 팔라우, PNG, 사모아, 솔로몬 군도, 토켈라우, 통가, 투발루, 바누아투 등 17개국이 있으며, 사무국은 솔로몬 호니아라에 있다. FFA는 중서부태평양수산위원회 관할 수역의 참치자원관리에 핵심역할을 하고 있다.